# سامپوئس
سامپوئس (به اسپانیایی: Sampués) یک سکونتگاه مسکونی در کلمبیا است که در بخش سوکره واقع شده‌است.